# احتلوا روما
في 15 أكتوبر احتشدَ جمعٌ قدر بـ200,000 متظاهر عبر قلب العاصمة الإيطالية روما محتجين على السياسات الاقتصادية وجشع الشركات في البلاد إثر دعوات حركة «احتلوا وول ستريت» لإقامة احتجاجات عالمية، وشاركتهم في ذلك مدن إيطالية أخرى منها ميلانو على سبيل المثال لكن سُرعان ما تحولت المظاهرة الحاشدة إلى أعمال شغب واشتباكات عنيفة بين قوات الشرطة والمحتجين، فقذف هؤلاء الشرطة بالزجاجات الحارقة وأضرموا النيران في السيارات وفي مبنى وزارة الدفاع الإيطالية، وردت الشرطة بإطلاق قنابل الغاز المسيل للدموع واستخدام خراطيم المياه. وأوقعت هذه الاشتباكات العنيفة بالمجمل 70 جريحاً ما بين شرطة ومتظاهرين، فيما اعتقل 20 محتجاً على إثرها.